# Dokó Majo
Dokó Majo (土光 真代; Hepburn: Dokō Mayo) (Szaitama prefektúra, 1996. május 3. –) japán válogatott labdarúgó.

## Klub
2012 óta a Nippon TV Beleza csapatának játékosa, ahol 57 bajnoki mérkőzésen lépett pályára és 1 gólt szerzett.

## Nemzeti válogatott
A japán U20-as válogatott tagjaként részt vett a 2012-es U20-as világbajnokságon.
2018-ban debütált a japán válogatottban. A japán válogatottban 1 mérkőzést játszott.

## Statisztika
| Japán válogatott | Japán válogatott | Japán válogatott |
| Időszak          | Mérk.            | gól              |
| ---------------- | ---------------- | ---------------- |
| 2018             | 1                | 0                |
| Összesen         | 1                | 0                |

## Sikerei, díjai
Japán válogatott
- U20-as világbajnokság:  Bronz; 2012

Klub
- Japán bajnokság: 2015, 2016, 2017, 2018